# Castello di San Juan Bautista (Santa Cruz de Tenerife)

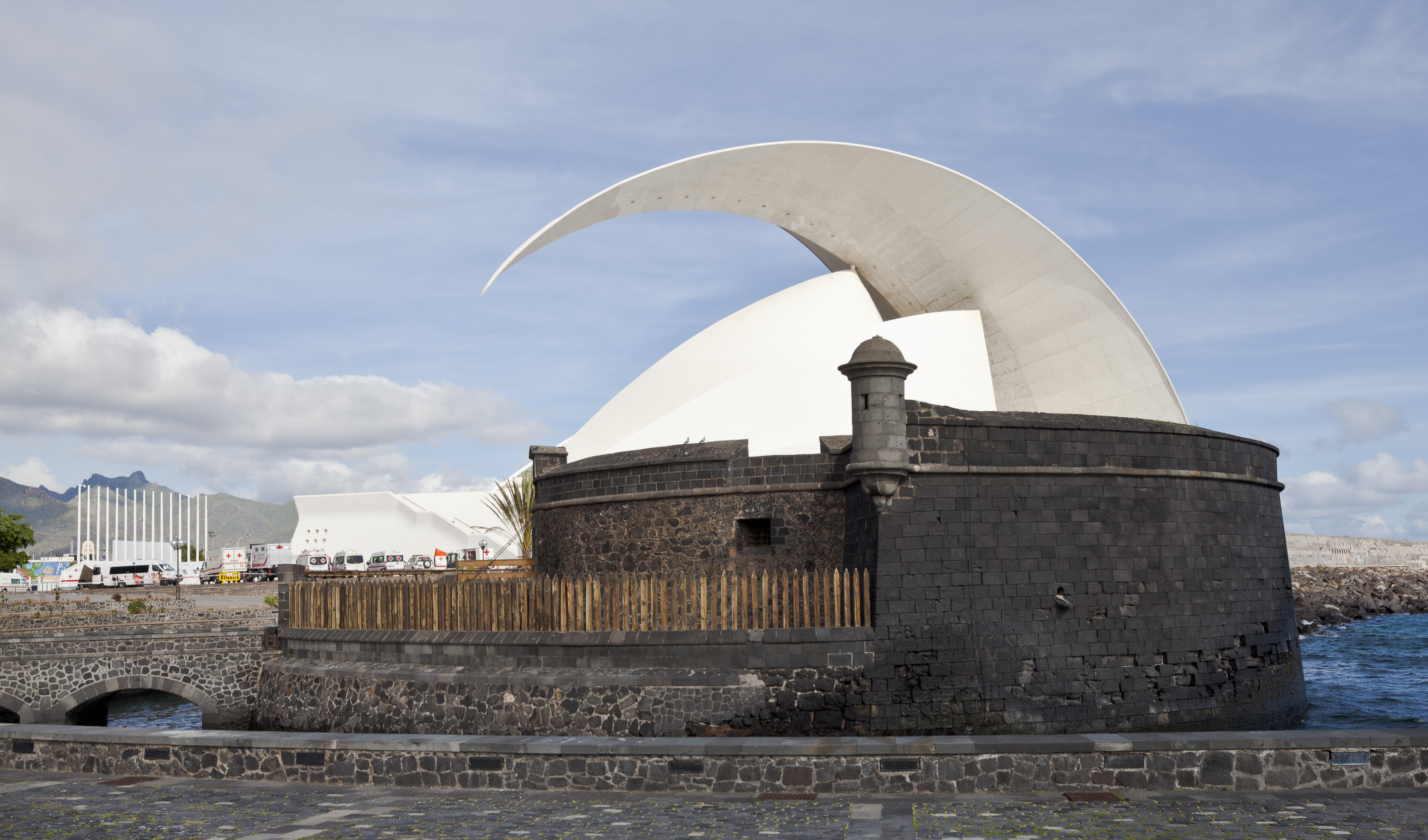
Vista laterale con l'Auditorium di Tenerife nella parte posteriore.

Il castello di San Juan Bautista è una fortezza difensiva che si trova nella città di Santa Cruz de Tenerife (Isole Canarie, Spagna).
È anche popolarmente chiamato il Castello Nero e si trova nel Parque Marítimo César Manrique della città, dietro all'Auditorium di Tenerife. Venne costruito nel 1641.